# رون ثيوبالد
رون ثيوبالد (بالإنجليزية: Ron Theobald)‏ هو لاعب كرة قاعدة أمريكي، ولد في 28 يوليو 1943 في أوكلاند في الولايات المتحدة، وتوفي في 14 أبريل 2016 في والنوت كريك في الولايات المتحدة.

## وصلات خارجية
- رون ثيوبالد على موقعبيزبول رفرنس.كوم (الدوري الرئيسي) (الإنجليزية)
- رون ثيوبالد على موقعبيزبول رفرنس.كوم (الدوري الثانوي) (الإنجليزية)